# Diemont

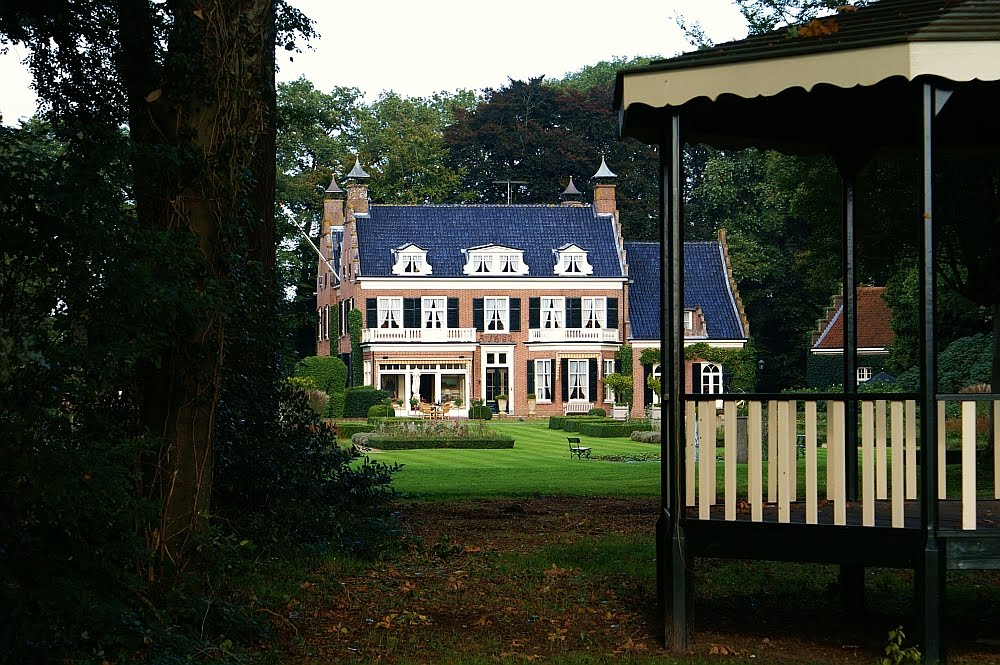
Huis Bijstein (2012)

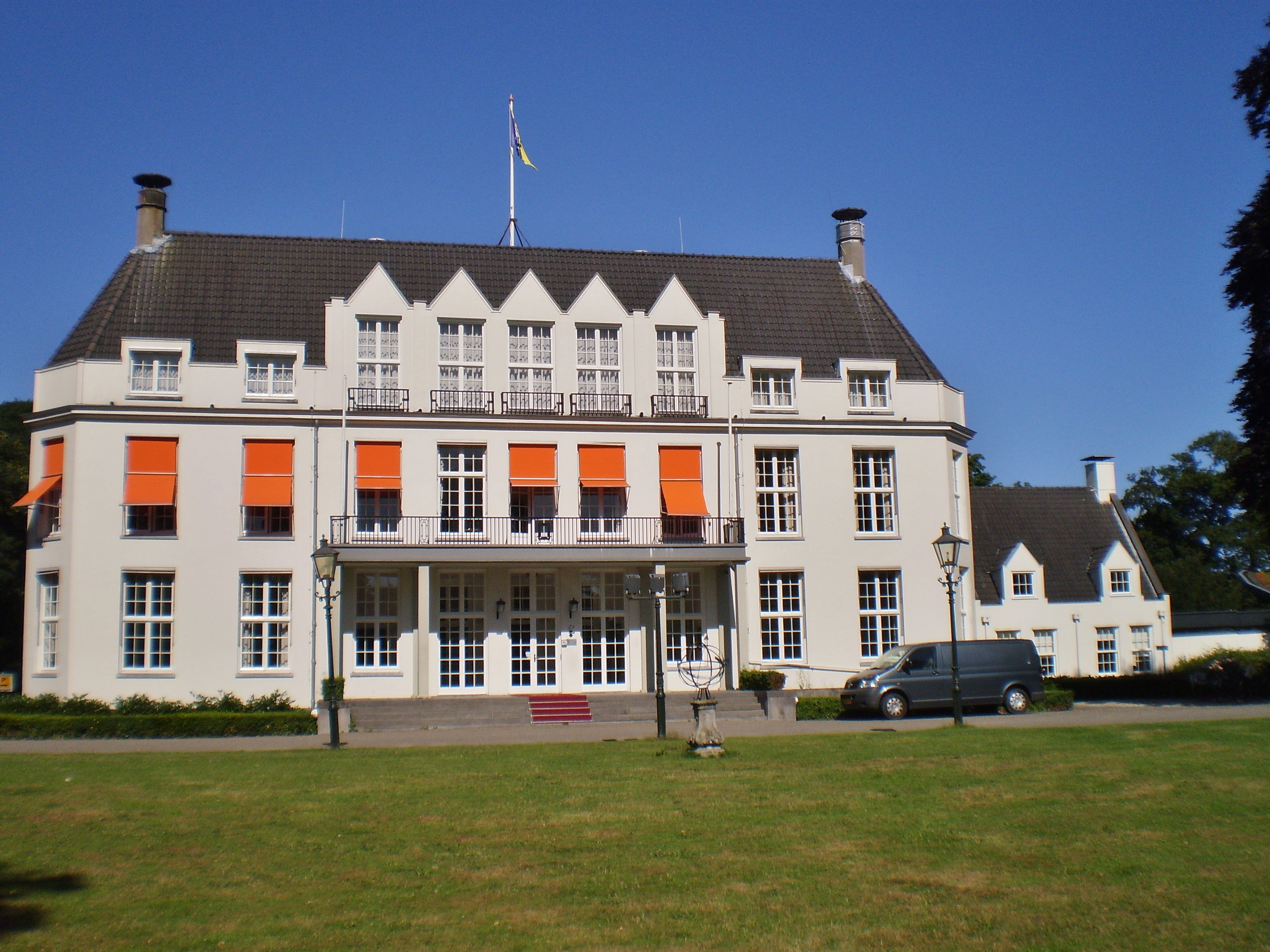
Huis Jagtlust (Bilthoven) (2015)

Diemont (ook: Waller Diemont) is een Nederlands geslacht dat bekend werd van enige bestuurders, hoge militairen en zilversmeden.

## Geschiedenis
De stamreeks begint met Frederick Diemont die in 1677 burger van Utrecht werd en daar in 1705 overleed. Zijn achterkleinzoon Jan Diemont (1725-1799) werd houtvester van de Prins van Oranje en werd de stamvader van alle nog levende Diemonts van dit geslacht. Vanaf de 18e eeuw werden telgen predikant, vanaf de 19e eeuw traden bestuurders aan en hoge militairen. In de 18e 19e eeuw waren er ook drie zilversmeden onder dit geslacht. Die laatsten en anderen bewoonden eveneens historische buitenplaatsen, sommigen waren eigenaar van heerlijkheden.

## Enkele telgen
Jan Diemont (1725-1799), houtvester van de Prins van Oranje
- Cornelis Leonard Diemont (1750-1795), zilversmid en leraar van onder anderen Diederik Lodewijk Bennewitz
- Ds. Christiaan Diemont (1756-1818), predikant
  - Ds. Jan Jacob Willem Diemont (1790-1875), Nederlands-Hervormd predikant; trouwde in 1818 met Maria Geertruy Waller (1800-1837)
    - Mr. Jan Hendrikus Waller Diemont (1825-1875), president van de Raad van Justitie te Batavia, voerde de voornaam Waller als achternaam waarna nageslacht de naam Waller Diemont aannam

  - Mr. Willem Leonard Diemont, heer van Langerak (1794-1865), houtvester, dijkgraaf van het Land van Arkel
    - Mr. Christiaan Diemont, heer van Langerak (1837-1888), rechter
      - Alida Françoise Johanna Diemont (1875-1931); trouwde in 1926 met mr. Dirk Fock (1858-1941), minister, gouverneur-generaal van Nederlands-Indië
      - Willem Leonard Diemont, heer van Langerak (1876-1929), gemeentesecretaris van Leimuiden en Rijnstarewoude
      - Arnaud Diemont (1876-1944), generaal-majoor titulair

  - Mr. Christiaan Diemont, heer van Zuid-Schalkwijk, Vijfhuizen en Nieuwerkerk (1797-1869), lid van de gemeenteraad van Amsterdam, lid Gedeputeerde Staten van Noord-Holland, lid Eerste Kamer der Staten-Generaal, bewoner van huis te Bijweg in Bennebroek
    - Zacharias Frederik Christiaan Diemont (1830-1904), wethouder van Putten, bewoner van huis Bijstein te Putten, naamgever van de Diemontlaan in Putten
    - Jan Willem Adolf Diemont (1835-1901), bewoner van huis Rhijnvliet te Oudenrijn; trouwde in 1861 met Louisa Margaretha Boxman (1839-1916), dochter van politicus mr. Abraham Boxman (1796-1856)
      - Mr. Daniel Egbert Hendrik Diemont (1866-1936), hoogheemraad Lekdijk-Bovendams, lid van de gemeenteraad en wethouder te Oudenrijn, bewoner van huis Rhijnvliet
      - Margaretha Sophia Diemont (1867-1952); trouwde in 1896 met Charles François de Roo van Alderwerelt (1863-1944), koopman, overleden op huis Rhijnvliet
        - Joan Karel Hendrik de Roo van Alderwerelt (1897-1987), brigade-generaal titulair, adjudant van prins Bernhard 1937-1946
        - Charles François de Roo van Alderwerelt (1901-1959), waarnemend burgemeester van Harmelen van 1952 tot 1954 en burgemeester van Leusden van 1956 tot 1959

    - Catharina Christina Margaretha Diemont (1846-1926); trouwde in 1867 met Anne Johan Elisa baron van Ittersum (1845-1922), hoogheemraad van Rijnland en wethouder van Bennebroek

  - Ds. Adolph Johan Diemont (1799-1883), Nederlands-Hervormd predikant, overleden op huis de Pragt te Elden
    - Christiaan Diemont (1825-1890), burgemeester van Ameide en Tienhoven
      - Johanna Maria Geertruida Diemont (1859-1938); trouwde in 1881 met mr. Willem Frederik Johan Wagtho (1856-1933), plaatsvervangend kantonrechter te Goes, burgemeester van Kloetinge
        - Marius Wagtho (1882-1963), burgemeester

    - Dr. Marius Anne Diemont (1829-1869), geneesheer
      - Adolf Marius Johannes Diemont (1866-1937), leraar tekenen
        - Gerard Marius Adolf Diemont (1895-1965), uitgever en directeur Opregte Steenwijker Courant
- Abraham Diemont (1760-1800)
  - August Jan Emanuel Diemont (1822-1883), generaal-majoor
  - Adolf Hugo Jan Diemont (1825-1885), reder, oprichter Amsterdamse Kininefabriek, benoemd tot burgemeester van Vlissingen maar overleden voor hij de benoeming kon aanvaarden
- Willem Diemont (1767-1842), zilversmid en eigenaar en bewoner van huis Jagtlust (Bilthoven)
  - Jan Diemont (1793-1840), zilversmid, overleden op huis Jagtlust
- Frederik Hendrik Diemont (1769-1839), apotheker te Amsterdam
  - Jan Isaak Diemont (1799-1869), runmolenaar te Amersfoort
    - Jan Willem Maximiliaan Diemont (1840-1901), agent Javasche Bank
      - Jan Willem Maximiliaan Diemont (1876-1954), luitenant-kolonel, leraar
        - Willem Herbert Diemont (1907-1972), houtvester en botanicus

Geslachten die opgenomen zijn in het sinds 1910 verschijnende genealogische naslagwerk Nederland's Patriciaat. Lijst volgens opgave van het CBG Centrum voor familiegeschiedenis.
A · B · C · D · E · F · G · H · I · J · K · L · M · N · O · P · Q · R · S · T · U · V · W · Y · Z